# Dvorac Eltz u Vukovaru
Dvorac Eltz je barokni dvorac smješten na obali Dunava u gradu Vukovaru. Dvorac je jedno od najznačajnijih djela barokno-klasicističke arhitekture kontinentalne Hrvatske. Od 1968. u dvorcu je smješten Gradski muzej Vukovar.

## Povijest
Filip Karlo Eltz, pripadnik njemačke plemićke obitelji Eltz čije ime dvorac nosi, nadbiskup u Mainzu i njemački knez izbornik, 1736. godine kupuje ogroman posjed s 35 naseljenih mjesta na kojemu će biti sagrađen dvorac. Gradnju dvorca počeo je 1749. vlasnik vukovarskog feuda grof Anzelmo Kazimir Eltz. U početku je bio sagrađen samo središnji dio, a kasnije je dvorac više puta dograđivan. 1781. izvršeno je prvo veće proširenje dvorca, a konačan izgled dvorac je dobio početkom 20. stoljeća po nacrtima bečkog arhitekta Siedeka. Tijekom agresije srpske i jugoslavenske vojske na Hrvatsku, 25. kolovoza 1991., dvorac Eltz postao je prva građevina u Vukovaru bombardirana iz zraka. Do konca rata dvorac je najvećim dijelom posve razoren, a građevine u sklopu dvorca su srušene do temelja. Vlada Republike Hrvatske i Razvojna banka Vijeća Europe financirali su obnovu dvorca koja je započela 2008. i trajala do listopada 2011.

## Galerija
- Ruševine dvorca
- Skulpture
- Ruševine dvorca
- Ruševine dvorca
- Dvorac je tijekom Domovinskog rata pretrpio velika oštećenja